# Temperatura de la unió

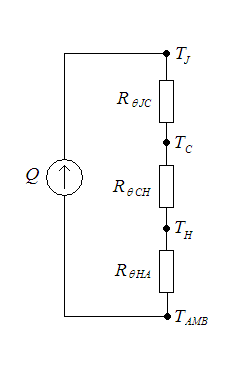
El diagrama mostra un circuit tèrmic equivalent per a un dispositiu semiconductor amb un dissipador de calor: Tj és la temperatura de la unió del dispositiu. Tc és la temperatura de l'encapsulat. Th és la temperatura del radiador. Tamb és la temperatura ambient.

La temperatura de la unió, abreviatura de temperatura de la unió del transistor, és la temperatura de funcionament més alta del semiconductor real en un dispositiu electrònic. En funcionament, és superior a la temperatura de la caixa i a la temperatura exterior de la peça. La diferència és igual a la quantitat de calor transferida de la unió a la caixa multiplicada per la resistència tèrmica d'unió a caixa.
Diverses propietats físiques dels materials semiconductors depenen de la temperatura. Aquests inclouen la velocitat de difusió dels elements dopants, les mobilitats dels portadors i la producció tèrmica de portadors de càrrega. A l'extrem baix, el soroll del díode del sensor es pot reduir mitjançant el refredament criogènic. A l'extrem superior, l'augment resultant de la dissipació d'energia local pot provocar un embalament tèrmica que pot provocar una fallada transitòria o permanent del dispositiu.
La temperatura màxima de la unió (de vegades abreujada TJMax) s'especifica al full de dades d'una peça i s'utilitza quan es calcula la resistència tèrmica necessària entre cas i ambient per a una dissipació de potència determinada. Això al seu torn s'utilitza per seleccionar un dissipador de calor adequat si escau. Altres mètodes de refrigeració inclouen refrigeració termoelèctrica i refrigerants.
En els processadors moderns de fabricants com Intel, AMD, Qualcomm, la temperatura central es mesura mitjançant una xarxa de sensors. Cada vegada que la xarxa de detecció de temperatura determina que un augment per sobre de la temperatura d'unió especificada ({\displaystyle T_{J}}), és imminent, s'apliquen mesures com l'activació del rellotge, l'estirament del rellotge, la reducció de la velocitat del rellotge i altres (comunament anomenades acceleració tèrmica) per evitar que la temperatura augmenti encara més. Si els mecanismes aplicats no compensen prou perquè el processador es mantingui per sota de la temperatura de la unió, el dispositiu es pot apagar per evitar danys permanents.
Una estimació de la temperatura de la unió xip, {\displaystyle T_{J}}, es pot obtenir a partir de l'equació següent:
{\displaystyle T_{J}=T_{A}+(R_{\theta JA}P_{D})}
on: {\displaystyle T_{A}} = temperatura ambient del paquet (°C)
{\displaystyle R_{\theta JA}} = resistència tèrmica de la unió fins a l'ambient (°C/W)
{\displaystyle P_{D}} = dissipació de potència en paquet (W)
Un cop coneguda la temperatura de la unió, un altre paràmetre important, la resistència tèrmica (Rθ), es pot calcular mitjançant l'equació següent:
Exemple: la temperatura d'unió d'un LED o díode làser (Tj) és un determinant principal per a la fiabilitat a llarg termini; també és un factor clau per a la fotometria. Per exemple, una sortida típica de LED blanc disminueix un 20% per a un augment de 50 °C de la temperatura de la unió. A causa d'aquesta sensibilitat a la temperatura, els estàndards de mesura LED, com el LM-85 d'IESNA, requereixen que es determini la temperatura de la unió quan es realitzin mesures fotomètriques.